# パナソニックショップ
パナソニックショップとは、パナソニック（旧松下電器産業）ほかパナソニックグループ（旧松下グループ）各社の製品を取次・販売する特約店（電器店）の通称である。1957年、日本最初の系列電器店（街の電器屋さん）ネットワークとして発足した。当初は松下電器産業（現パナソニック）製品のみを扱う「ナショナルショップ」と他社製品も同時に扱う「ナショナル店会」とに二分されていた。以後、今日まで国内最大の地域電器店ネットワークである。地域電器店の業界団体「全国電機商業組合連合会」加盟店の7〜8割を占める。特にパナソニックのお膝元というべき近畿地方においては圧倒的に強い。
なお、このような製品提案から販売・アフターサービスを一貫して行う販売店や、メーカー100%出資代理店より仕入れる手法は高度成長期を支えた流通形態であり、同様の販売店は日本国内の家電流通販売店舗数の9割を占める。
現在では「パナソニックの店」と称されている。

## 概要
大量に安く売ることをセールスポイントとした量販店に対し、地域毎に細やかなサービスを提供することを目指し、「家電のホームドクター」として電球や蛍光灯 の交換や「パナソニック修理技術認定店（旧・パナサービス工房 後述）」として他店購入製品やパナソニック以外の他社製品修理も取り扱う。
1998年から「あなたの街のでんきやさん」を全国共通キャッチフレーズとしている。また地方の一部には、雑貨店・酒店・CD・DVD・BDソフト販売店を同じ敷地で経営している店舗も存在する。
顧客より修理の依頼を受けたパナソニック製品の補修用性能部品供給はパナソニックショップ所在地を管轄する最寄りのパナソニック テクニカルサービス（PTSE）各支社が行っている。

### アンテナ関連工事について
アンテナ線・分配器・ブースター等のTV受信関連部品は全てのパナソニックショップでパナソニック純正品のみが販売供給されているとは限らず、マスプロ電工・日本アンテナ・DXアンテナ等の他社製品を取り扱う店舗も多い。

### パナソニックが生産から撤退、および生産体制を以前より縮小した一部の製品について
生産から撤退、および生産体制が縮小された一部製品についてはパナソニック以外の他社製品を仕入れることで対応している。
- 石油燃焼機器（暖房機器および給湯機） - 2005年3月をもって製造から撤退
  - コロナ製品の取り扱いが多い。

- ガス機器 - 2007年3月に製造から撤退
  - 現在はオール電化関連商品の販売に力点を置いているため、ガステーブルや石油・ガス給湯機の販売を積極的に行っているパナソニックショップは少なくなってきた。

- ブラウン管TV用TV台 - 2007年8月、ブラウン管TVと同時に生産終了
  - 現在の薄型テレビ共用台はハヤミ工産（「TIMEZ」ブランド）製品を主に販売。
- 二槽式洗濯機（現在も生産中の製品はNA-W40G2のみ）や電気暖房機器 - 生産体制の縮小
  - 品種の少なさからパナソニック製以外の他社製品を取り扱う店舗もある。

- 扇風機 - 生産体制を縮小、のちに2010年3月を以て生産終了したが2012年3月から再び発売(一部三洋電機からの移管)。
  - ただしユーイング・TEKNOS・トヨトミ・山善などの他社製品を併売する店舗もあり。
- VTR単体機、据置型DVDプレーヤー - 前者は2007年、後者は2008年で生産終了
- パソコン - ノート型モバイルPC「Let's Note」シリーズのみの生産
  - 富士通製品の取り扱いが多い。パナソニックショップで注文する場合は「Let's Note」シリーズも含め取り寄せとなる店舗がほとんどである。

- レコードプレーヤー - テクニクスブランドの高級タイプ「SL-1200シリーズ」のみの生産（のちに1200シリーズも2010年限りで生産終了）
  - 普及型（フルオートタイプ）の生産はSL-J8を最後に2004年をもって終了した。このため、普及型レコードプレーヤーをパナソニックショップで購入したい場合は他社製品（オーム電機・DENONなど）が供給される。

- 防水ラジオ - SL-PH660を最後に2011年限りで生産終了
  - ソニー・東芝エルイートレーディング・オーム電機・小泉成器製品を主に販売。

ビデオテープ・オーディオカセットテープについても、ヘッドクリーナー・クリーニングテープ・ヘッド消磁器・クリーニングキット・レコードクリーナーも含め生産体制を縮小しており、パナソニックショップで販売される記録媒体の主力はDVD-RAM・DVD-R・DVD-RW・SDメモリーカードなどに移っている。ビデオカセット・オーディオカセット・ヘッドクリーナー類もこれまで通りパナソニックショップで購入出来るが、供給されるのはパナソニック社外製品が主体となり、CD・DVDレンズクリーナーも含め取り寄せとなる店舗がほとんどである。
単体ステレオコンポもパナソニック（Technicsブランド）を含む国内大手メーカーが2004年頃までに生産よりほぼ撤退し、現在の主力は（ビエラリンクなどに対応した）デジタル放送ホームシアターシステムに移っている。

## 歴史
起源は太平洋戦争前の1935年に松下幸之助が始めた「連盟店」制度に遡る。
戦後、松下幸之助が他社系列の小売店を一軒一軒自らの足で訪ね歩き、松下製品を是非販売してもらえるよう店主達に依頼したことに始まる。この時幸之助が説いた経営理念は「水道哲学」と「共存共栄」であった。
| 「                                  | 消費者に低価格かつ高品質の製品を提供する為には是非ともあなた方の協力が必要だ。その代わり、我々（松下）は決してあなた方を裏切らない。だから、どうか我々（松下）と一緒に頑張って共に儲けようではないか。 | 」 |
| —幸之助が小売店の店主達に訴えた言葉 | |    |

しかしこの方法ではさすがに時間と手間がかかりすぎるということでのちに問屋・代理店網を組織し、それらを通じ松下製品販売に好意的な小売店を松下系列店として組織化。やがて今日のパナソニックショップの前身となる「ナショナルショップ」網が形成されていった。生家が貧乏であるが故に小学校も満足に出ていない苦労人という境遇であるにもかかわらず、持ち前の粘り強さを武器に社長の幸之助自ら訪ね歩いては「我が松下の製品を一緒に売ろう」と誘う姿勢は多くの店主達に共感を呼び起こし、これが今日における最大の地域電器店網を築く原動力となっていった。
発足当初は松下製品のみを扱う「ナショナルショップ」と、松下製品に加え他社製品も扱う「ナショナル店会」とに二分されていた。後者は1993年を以て廃止。2008年の松下電器産業の社名変更に伴い、現在の「パナソニックショップ」に一本化されている。
ピーク時には「ナショナル店会」加盟店と併せて全国約5万店にまで成長していた。ナショナルショップのみでは最盛期の1980年代後半に約2万7000店あった。後継者難や量販店との競争激化などにより、2018年3月時点で約1万5000店に減少している。パナソニックの家電販売額に占める比率も、往時の6割から2割以下へ低下している。
とはいえ現在でも国内最大の地域電器店ネットワークとして有力な販路であるため、パナソニックは全国で店主に経営状況や今後に対する意向ついて聞く初の体系的調査を実施。その結果、後継者難を訴える声が多かったことから、有力店に近隣店舗を引き継いでもらうといった取り組みなどを進めている。そのための支援マニュアルも策定した。

### スーパーパナソニックショップ（SPS）
2000年、当時社長の中村邦夫はパナソニック社内の「聖域無き構造改革」に取り組んだが、全国すべての旧ナショナルショップも例外なく大改革の対象となった。
1980年代後半以降、量販店の台頭で売上減のナショナルショップが続出し、さらに店主の高齢化（平均年齢60歳超）や後継者難などにより今後のデジタル化の波に乗り遅れてしまう店の急増が懸念された。さらにパナソニック側としても、今後全ての店の面倒を従来通り業績に関係無く「共存共栄」で販促支援することが難しい経営状態になっていた。
そこでパナソニックは中村邦夫を中心に2000年度より「平等から公平へ」をスローガンに掲げ、これまで松下幸之助が築き上げてきた「共存共栄」という従来の考え方を根本から180度転換。「時代の趨勢に適った情熱と意欲を燃やすスタッフのいる店には出来る限りの販促支援をしていくが、逆に現在の延長線上のまま改革の意欲なき店には辞めてもらう可能性も有り得る（自ら拡販などの改革努力をしない店は切り捨てる）」という方針に変更し、店の業績とは無関係に行われてきた無償販促支援やリベートを次々に廃止。全国のナショナルショップに対し、「このままでいて売上低迷で消える」か「生き残るために厳しい道を選ぶか」という2つの選択肢を選ばせた。
「生き残るための厳しい道」を自ら選んだ系列店に対しては、大改革に対応した、スタッフ向けの有料研修会「プロショップ道場」を開始。「電話一本でどこのお宅へも駆けつける」という従来のサービスを完全否定し、「長年の付き合いと経験で得た各顧客のライフスタイル・家族構成・経済状況などに合った商品の提案を個別に行う」「（遠方在住の顧客は極力減らし）商圏は店舗から半径500m以内に絞り込む」という「地域密着型のエリアマーケティング手法」を指南。「向こう3年間で売上高1.5倍・利益2倍・各店商圏内販売シェア20%以上増加」を目標に掲げて系列電器店として生き残るためのノウハウを徹底的に鍛錬するために、これまでの松下グループ関係者の講師を廃止し、外部の人（就職活動・新社会人・マーケティング等の各種合同研修担当者や経営コンサルタント）を招聘。「やる気の無い店には辞めて貰う可能性も有り得る」というスローガンの下、これまでの身内の甘えを排除しスタッフ達を手厳しく濃縮指導する研修会となっている。時には講師から「眠い、意欲無きやつは出て行け!!」等という一喝が飛び、売上が伸びていない店のスタッフに対しては「やり方が悪い」等と手厳しく叱ることもある。 
2002年8月、当時の専務で系列店統括も担当していた戸田一雄は2002年8月、予定していた欧州海外旅行を中止し全国各地の店舗を自らの足で巡回して各店の状況を調査した。その結果「売上を増やそうと自ら前向きに努力する店と、顧客数および売上が伸び悩み開店休業状態になっている（=自ら増販・増客努力をせず松下側からの手厚い販促支援のみで商売を食いつないでいる）店とに二極化している」ことが判明した。
そして2003年4月1日からは、約2万店近くある系列店の中から、「売上を増やし（業績を上げ）顧客へのサービス向上を図ろうと自ら前向きに努力する」収益性や成長力に優れた店舗のみを（全国約7,000店にまで絞り込んで）厳選・抽出し、選抜した店に対して優先的に販促支援する「スーパープロショップ（SPS、現：スーパーパナソニックショップ）」制度を立ち上げた。SPS加盟店になると、販売の数値目標や売上情報のパナソニック側との共有が課せられるが、販促支援やリベートが重点的に受けられ、SPS限定モデルの販売が可能になる。その代わり、「売り上げを常に増やし（SPS認定基準を上回る業績を上げ）、顧客へのサービス向上」に自ら努めなければならず、当初はSPS認定を受けても売り上げ低迷が長期化し改善の見込みがない店はその認定を取り消し、公式HPの店舗検索画面より削除するという手厳しい制度となっていた。さらに2012年からはSPS認定7000店のうち、リフォーム・太陽光発電・エコキュート・IHクッキングヒーターの普及・拡販に積極的な店舗を「ネットワーク&エコハウス（略称：N&E）」に指定。通常のSPSより販促面で優遇する措置を講じていた。
中村の没後、スーパーパナソニックショップ制度は終息したとみられ、2024年現在スーパーパナソニックショップ公式ホームページやスーパーパナソニックショップの店検索ページも削除されている。一方店舗の看板は表示が消去された店が多い一方、残存している店もある。

## 看板および営業車のデザイン

### 社名変更前
発足当初は赤と白の塗り分けだったが、現在は青と白の塗り分けに改められた。ただし営業車は全ての店舗が青白のショップカラーであるとは限らず、（「Panasonic」ロゴは書かず）店名ロゴのみの表記だったり新車購入当時のまま無地で使用されている店も多い。個人経営小売店の営業車の塗装費用は、各地区の卸売り会社が各小売店に支払う場合が多かった。各店の看板はナショナルが赤あるいは朱地に白抜きで「National」と、パナソニックは青地に白抜きで「Panasonic」とそれぞれ表記。またシャッターにはかつてカラフルな絵が描かれていたが、のちに白地に青で「National/Panasonic+店名ロゴ・電話番号・営業時間・定休日」という表記が一般的となった。
マスコットキャラクターは「パナ坊」（1994年より採用、かつては「ナショナル坊や」）。営業車にこの「パナ坊」が描かれている店舗もある。ただし、パナソニックへのブランド統一を機にこの「パナ坊」公式使用は2010年3月31日をもって終了した（下述）。

### 社名変更後（「ナショナル」商標全廃に伴う系列店の動き）
これまで中村邦夫社長（現：パナソニック相談役）が推進してきた構造改革「創生21計画」の総仕上げとして、松下は2008年9月30日限りで社名より創業者・松下幸之助の名前を外し、翌10月1日より松下電器産業株式会社から「パナソニック株式会社」へ社名を変更した。同時に今まで日本国内向け白物家電に使用してきた「ナショナル」ブランドも2009年度までに全廃し、「パナソニック」に一本化することが決定（2008年1月10日発表、同年6月26日の2008年度松下定例株主総会において正式決定）。これに伴い当系列店もナショナルショップから「パナソニックショップ」へ改称され、創業90年を経て旧来の松下幸之助色は社名・店名から完全に消滅した。
その第一段階として、当初は社名変更後の10月1日以降としていた旧松下製白物家電における「ナショナル」ブランド淘汰開始時期を前倒しし、2008年6月30日製造・出荷・発売分限りで旧来の「ナショナル」ブランド使用は完全終了。翌7月1日以降製造・出荷・発売分からの旧松下製白物家電は全て「パナソニック」ブランドを使用している。旧来の「ナショナル」商品は在庫・展示品限りで売り切れ次第、「パナソニック」ブランドに取って代わられる（パナソニックではグループ全社を挙げ過去に例の無い徹底した在庫管理の下、旧来の「ナショナル」製品在庫を1日でも早く完全に売り切る計画を推進中）。
さらに旧松下製白物家電カタログについては、表紙への「National」商標記載を2008年8月発行分を最後に終了。翌9月発行分以降は白物家電カタログの表紙記載商標を全て「Panasonic ideas for life」に変更している。シェーバーカタログについてはその先陣を切る形で、同年8月発行分より表紙商標を「Panasonic ideas for life」に変更。2009年春まで白物家電として最後まで「National」商標を表紙に記載し続けていた生ゴミ処理機カタログも同年5月発行分より「Panasonic ideas for life」に変更した。
また社名変更正式決定日である2008年6月26日以降、各小売店ではシャッター・看板・営業車より「National」の文字を外した新デザインへの変更作業を開始した。これも当初は10月1日以降とされていたが前倒しされた。
- シャッターには青地に白抜きで「Panasonic」とのみ表記し、その下に店名ロゴ・電話番号・営業時間・定休日を表記する。
- 店舗上部の看板の左側は「Panasonic」のみとなった。その右隣に灰色地に白抜き=丸ゴシック体で店名ロゴを表記する。後述「SPS=スーパーパナソニックショップ」認定店の場合はその上に「SPSのお店紹介サイト」と同一デザインの“お役立ちメニュー”アイコンを赤で表示[注 6]。
- 今まで店舗正面出入口の上部（2階部分）外壁に貼られていた「National」（赤または青）、「National/Panasonic」（青）、「ナショナルショップ」（青の「ナショ文字」書体）の切り抜き文字や「National shop」（赤または青）、「ナショナル店会の店」、「Panasonic携帯電話取扱店」などの看板も全て外され、上記「Panasonic」青看のみとなった。経費削減の観点から新たに「Panasonic」の切り抜き文字を以前と同一部分には貼らず、以前切り抜き文字が貼られていた部分は跡を消すためタイルを上貼りするか壁を塗り替えた。同時に「Panacc」・「TVハウス」・「パナサービス工房」、その他の各都道府県・ブロック別の店舗愛称（「ウィンベル」・「パナライフ」・「パナピット」等）看板も全て外され、下述の看板のみになった。それらの看板が取り付けられていた部分は跡を消すためタイルを上貼りした（のちに「N&Eハウス」へ新規認定された店舗では、かつて「National/Panasonic」ロゴ看板があった部分へ「ネットワーク&エコハウス」ロゴ看板を掲示）。
- 上段に「National」下段に「Panasonic」と書かれた2段型看板については、「Panasonic」の位置を下段から上段へ変更し、下段には白地に黒文字で店舗名（店名ロゴ）を記載する（「SPS」認定店は店名の上隣に「eco ideas」のリーフ型緑ロゴと緑文字で「エコ活動宣言店」、青文字で「スーパーパナソニックショップ」と各々併記[注 7]）。また、上部エリアに「National/Panasonic」下部エリアに「店舗名（店名ロゴ）」が書かれたタイプの看板については、上部エリアの「National/Panasonic」の部分が「Panasonic」に変更された。なおパナソニックショップサイトリニューアルとPCMC組織改編に伴い、2017年度からは（「Panasonic」看板下隣にある）白地看板については「SPS」（パナソニックショップサイト掲載店）及び「N&Eハウス」認定店であっても「（スーパーパナソニックショップ表記を省き）店名ロゴのみの表記」とする店舗が出始めている。
- 営業車の場合、パトカー似の濃い青と白の塗り分けを基本とし、側・後面青部分には白抜き、フロント部分には白地に青抜きでそれぞれ「Panasonic」と表記。店名表記の場合、側面は左右扉（軽ワゴンの場合は最前席の左右扉）部分に各店独自ロゴという形で、後面は荷台呷り（軽ワゴンの場合は後面トランク扉）右側部分（「Panasonic」の右隣）に青地に白抜きのゴシック体という形でそれぞれ表記（以前は後面に「National Shop（+店名）」と書かれていたが、現在は全て「Panasonic（+店名）」に統一）。なおPCMCの営業車（主に「トヨタ・プロボックス」）はパナソニックショップの営業車と異なり、「Panasonic」の文字は車体に印字せずナショナルショップ時代から白一色である[注 8]。
- 店舗によっては新車への買い換えを機に車体への「Panasonic」ロゴ表記を廃止したり、既存の営業車についても「Panasonic」ロゴと店名ロゴを車体から削除して無地の状態に切り替える場合もある。

上記の作業はSPS認定店で最初に開始され、SPS認定店は2008年9月30日をもってデザインリニューアルを完了した。SPS非認定店の変更作業は後回しとなっていたため旧デザインの店も多く残り、SPS非認定で「パナソニック会」に加盟している店は2008年度中（2009年3月31日まで）に完了。SPSに認定されておらず、かつパナソニック会にも非加盟の小規模パナソニックショップについては2009年度中の完了を目標にリニューアル作業を進め、2010年春までに全てのパナソニック系列店における看板・シャッター・営業車デザインのリニューアルが完了した。
さらにパナソニックショップ以外でもパナソニック電工代理店（パナソニック電工製の部品を仕入れているリフォーム工事業者・ガス器具販売店・石油&ガス給湯機設置工事業者・住宅メーカーなど）の看板からも2009年度中に「National」や「松下電工」などの旧文字が看板より外され、「Panasonic」や「パナソニック電工代理店」などの表記に統一された。
上記作業に伴う看板掛け替えの工事・委託・製作費は全額パナソニック側が負担しており、これら社名変更関連費はパナソニックグループ全体で約300〜400億円と推定されている。
撤去された旧「National（ナショナル）」看板は全てパナソニックエコテクノロジーセンター等のリサイクル工場で分別・粉砕され、FRP増量剤や植木鉢等として再利用されている。
しかし、売り上げが大きく落ち込み、後継者難に苦しんでいた零細ナショナルショップは、パナソニックショップへの変更が認められず、旧来の「National」文字を外した後、「Panasonic」看板へ掛け替えないまま廃業する店舗やアトム電器などの独立系や家電量販店系へ鞍替えする店舗も出ている。
なお店舗正面に掲示する「Panasonic」ロゴ看板は（店舗の広さや外観により取り付け可能空間&取り付け方法に違いが生じるため）大きさが各店舗ごとに少しずつ異なる。そのため「各店舗ごとの受注生産（オーダーメード）」となっている（「N&Eハウス」認定店の場合、「Panasonic」ロゴ看板と「ネットワーク&エコハウス」ロゴ看板の大きさ比率が店舗により異なっており、「Panasonic」看板のほうが大きい店舗もあればその正反対の店舗もある）。

#### 「SANYO」商標全廃、三洋系列店はパナソニックショップへ吸収統合
パナソニックは2009年9月1日より、経営再建中の三洋電機をパナソニックの傘下とする方針を決め、同年12月に正式に子会社化した。
さらに2010年7月28日にはパナソニック電工及び（パナソニックグループの傘下に収めた）三洋電機を2011年3月末までにパナソニックの完全子会社化とする事が正式決定。同時に「SANYO」ブランドは2012年3月31日を以て廃止 され、翌（2012年）4月1日からは「Panasonic」へ完全統一される。
これに伴い（2010年10月現在）全国に約1500店ある三洋系列店「スマイるNo.1ショップ」は2011年10月1日以降順次「パナソニックショップ」へと衣替えされ、翌2012年3月31日までに三洋系列店全店が「SANYO」の文字を外して「Panasonic」へ掛け替え（これによりパナソニックショップ店舗数は全国で約1万9千店に）。さらに「SANYO」ブランドによる新製品発表は2011年3月31日出荷分を以て終了し、翌2012年春までの1年間は「Panasonic」ブランドへの移行期間として在庫調整等に充てられる（「SANYO」製品は2011年4月1日以降「在庫・展示品限り」となり、完売次第店頭から姿を消す）。
（2010年10月23日土曜付、日本経済新聞1面及び10面記事にて報道）
これに先行する形で、三洋系列店には薄型テレビや冷蔵庫など、一部でパナソニック製品が供給され始めている。さらに一部地域・店舗は、これまでの「SANYO」から「Panasonic」への看板掛け替えを予定より半年前倒しで実施した。パナソニックショップ同様、「Panasonic」ロゴの下に「エコ活動宣言店&各店店名ロゴ」看板を二段掲示する店舗が大半だったが、2011年10月からは順次「スーパーパナソニックショップ」に新規認定された店舗の突き出し看板に「スーパーパナソニックショップ」表記が付加された。
また、売上低迷からパナソニックショップへの変更を認められなかった店や、変更基準を満たしていても自発的に変更を望まなかった店も少なからずあり、そのような店はナショナルショップ同様、廃業かアトム電器、コスモスベリーズなどの独立系や家電量販店系などのフランチャイズ業態店への転換を選択することになる。

#### 「テクニクス（Technics）」
パナソニックは2010年10月20日、現在生産されている「テクニクス」ブランド製品（レコードプレーヤー及び周辺機器類）を同年秋を以て生産終了した。理由は「デジタルオーディオ機器の普及によりアナログプレーヤーの売り上げが減少し、部品調達も難しくなったため」としている。これによりパナソニックはレコードプレーヤー生産より完全撤退することとなった。
なお「テクニクス」ブランドは2015年より復活する旨が決まり、同年2月に「テクニクス」ブランドの高級オーディオ製品が発売され、レコードプレーヤー「Technics SL-1200シリーズ」も2016年に生産が再開された。

## CM
- パナソニックCMでは（パナソニックショップ各店における実話を題材にした）「パナソニックのお店編」が複数本制作・放送されており、SPSサイト内と「チャンネルパナソニック」項でも（過去放送版を含め）動画配信中。加えてSPSサイト内には過去の「パナソニックのお店新聞広告」も掲載。
- これまで制作・放映されてきたパナソニックCM「パナソニックショップ編」は各店エピソードを脚本化して俳優が店員&顧客役を演じる場合がほとんどだったが、2015年1月からはパナソニックショップのスタッフ&顧客本人が出演するCMも放映開始。茨城県牛久市にある「日栄電器」がその第一作目となった[7]（新聞広告も同時制作。CM監督は旧ナショナルショップの日常を描いた映画「幸福のスイッチ」を手がけ、過去にパナソニック勤務とパナソニックショップ手伝いの経験がある安田真奈。参照記事：「パナソニックCM『パナソニックのお店「日栄電器編」』安田真奈監督インタビュー」）[注 11]
- 夏と冬に全国一斉開催される「パナソニックフェア」はTV・ラジオで（スポットとしても含め）全国一斉にCM放送されると共に、新聞広告にも掲載されている（春と秋のパナソニックフェアはCM・新聞広告による告知非実施）[注 12]。
- なおパナソニックショップ&パナソニックフェア関連のCM料金は全てパナソニックとその子会社「パナソニックコンシューマーマーケティング」が負担しており、パナソニックショップ各店がCM料金を自己負担しての各店個別CM放送は実施されていない。また月〜金の朝（6時台又は7時台）に国内37の民放AM局（JRN加盟33局[注 13]・NRN単独2局・独立2局）で放送されている15分枠のパナソニック提供ラジオ番組「歌のない歌謡曲」では「夏と冬の全国共通パナソニックフェアCM」が流れるのみで、SPS認定各店を紹介するCM・コーナー（全国各地の歌なしMCが当該局の地元にあるSPS認定各店を取材する「お客様と店の間に〜それぞれの物語」ラジオ版）は（別冊特番も含め）放送されていない。
- 2017年12月下旬には初の試みとして、「各都道府県のパナソニックショップ各店が2017年を締めくくる挨拶と、2018年に迎える『パナソニック創業100周年』に向けた商いの抱負を語るラジオCM」が放送された。

### かつて加盟していた著名な店舗
- ヤマダデンキ（及びヤマダホールディングス子会社のコスモスベリーズ）
- ケーズデンキ（及び子会社のビッグ・エス）
- ロイ電器 - 現在は撤退しているが、前身はナショナルショップであった。